# Huuhtilampi
Huuhtilampi är en sjö i kommunen Ilomants i landskapet Norra Karelen i Finland. Den är 11 meter djup. Arean är 23 hektar och strandlinjen är 2,9 kilometer lång.  Den  ingår i Vuoksens huvudavrinningsområde.  Sjön ligger omkring 67 kilometer öster om Joensuu och omkring 420 kilometer nordöst om Helsingfors. 
I sjön finns ön Leipäsaari. 